# Peschetius toxophorus
Peschetius toxophorus är en skalbaggsart som beskrevs av Guignot 1942. Peschetius toxophorus ingår i släktet Peschetius och familjen dykare. Inga underarter finns listade i Catalogue of Life.